# 吉賀町スクールバス
吉賀町スクールバス（よしかちょうスクールバス）は、島根県鹿足郡吉賀町にて運行しているスクールバスである。一部路線は一般人も有償で利用できるスクールバス混乗方式を採っている。

## 概要
- 合併前の柿木村当時から柿木村スクールバス（かきのきむらスクールバス）として自家用自動車（白ナンバー車）による有償運送で運行していた[1] が、それを柿木村を合併した吉賀町が引き継いだものである。そのため、路線は旧柿木村内のみを走っている。
- 3台の車両があり、それぞれ1路線1台で担当している。うち2路線が一般利用者が混乗可能である。
- 一般利用者の料金は100円単位（但し一部150円、250円の区間がある）の区間制になっている。11枚綴りの回数券もある。

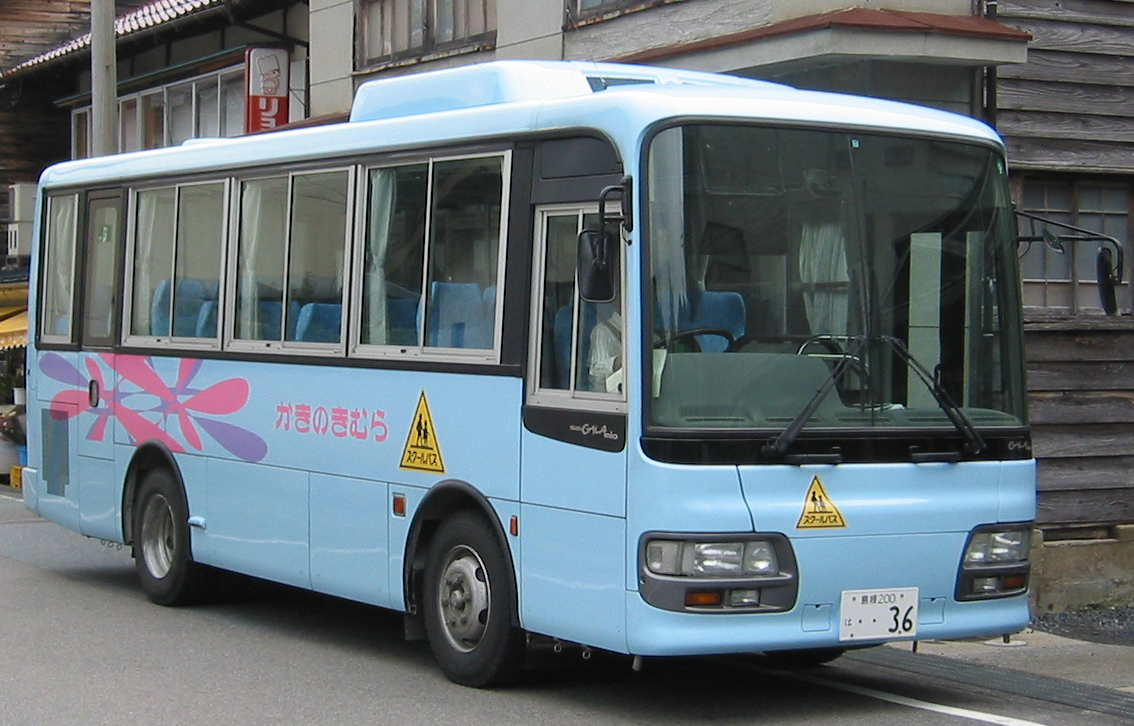
柿木村スクールバス当時の車両（2005年、木部谷・大野原線）
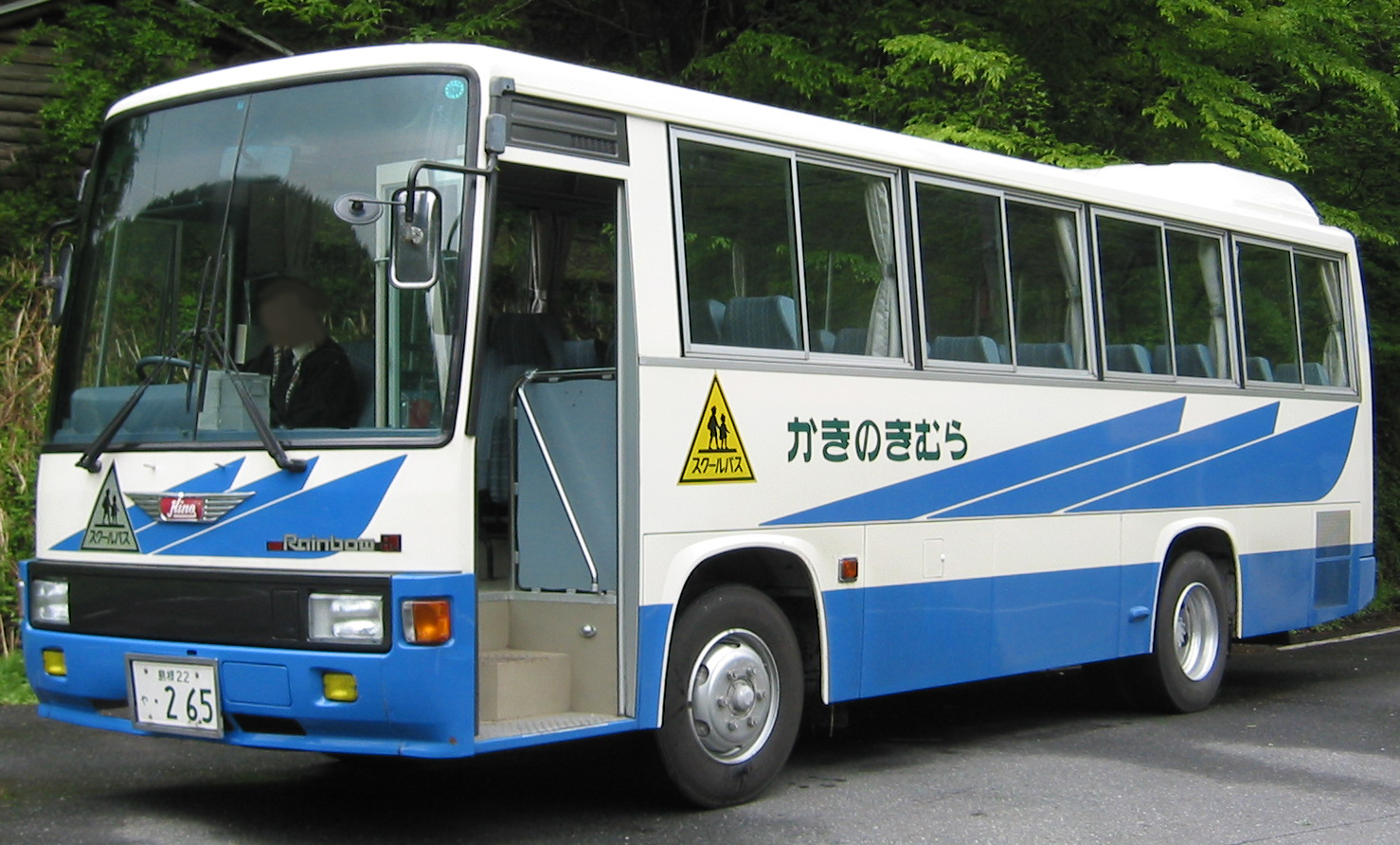
柿木村スクールバス当時の車両（2005年、椛谷線）
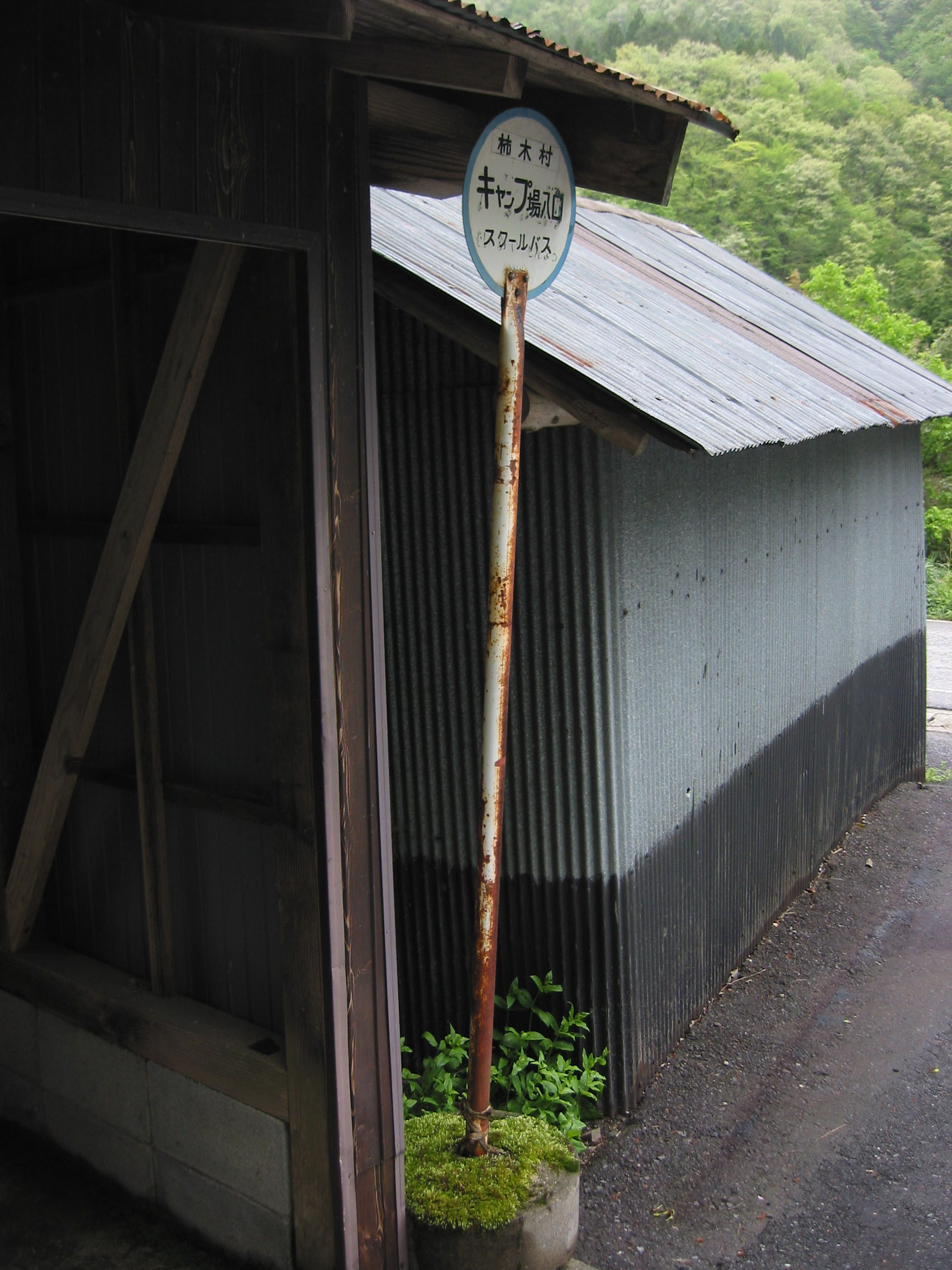
柿木村スクールバス当時のバス停

## 路線
一般利用可能な路線は、以下の通りである。いずれも土曜、日曜、祝祭日及び12月31日～1月3日の間は運休。
木部谷・大野原線
- 柿木 - 柿木温泉口 - 木部谷橋 - 殿明 - 木部谷口 - 七瀬 - 口屋橋

椛谷線
- 柿木 - 石見福川 - 椛谷 - 中河内 - キャンプ場入口

このほかに、通学専用の路線として河津・金山谷線（蔵木 - 河津・金山谷）がある。